# Janne Andersson
Jan Olof Andersson, detto Janne (Halmstad, 29 settembre 1962), è un allenatore di calcio ed ex calciatore svedese, di ruolo attaccante.

## Carriera

### Calciatore
La sua carriera da calciatore si è svolta nelle serie minori svedesi. Ad eccezione di due stagioni, ha sempre giocato nell'Alets IK, diventandone il miglior marcatore della storia.

### Allenatore
Nell'Alets IK ha anche iniziato la carriera da tecnico, ricoprendo il ruolo di allenatore-giocatore tra il 1988 e il 1989.
Nel 1990 è diventato assistente di Stuart Baxter all'Halmstads BK, la maggiore squadra cittadina.
Nel 1993 è tornato a essere capo allenatore scendendo in Division 3 al Laholms FK, formazione che ha guidato a lungo prima di fare ritorno all'Halmstads BK sempre nel ruolo di vice, di Tom Prahl prima e di Jonas Thern poi.
Il suo primo campionato da capo allenatore dell'Halmstad in Allsvenskan, nel 2004, è coinciso con un secondo posto in classifica, a due punti di distanza dal Malmö FF. Al termine della stessa stagione, Andersson è stato nominato Allenatore svedese dell'anno.
È rimasto all'Halmstad fino al 2009, quando si è dimesso dopo un'annata difficile chiusa al 13º posto.
Nella stagione 2010 si è seduto sulla panchina dell'Örgryte, appena retrocesso in Superettan. Ha lasciato l'incarico a fine stagione, anche a causa della delicata situazione finanziaria del club.
Dal 2011 ha allenato l'IFK Norrköping. Nel 2012 ha guidato la squadra a un 5º posto, piazzamento che il club non raggiungeva dal campionato 1999. Il 18 marzo 2013 ha esteso il suo contratto di ulteriori tre anni. Nel 2015 ha portato la sua squadra a quel titolo nazionale che l'IFK Norrköping non vinceva dal 1989, superando formazioni sulla carta molto più quotate, visto che il successo finale era quotato dai bookmakers a 56,00. A fine stagione è stato nominato miglior allenatore dell'Allsvenskan 2015.
Il 6 aprile 2016 la Federcalcio svedese ha annunciato ufficialmente che, una volta terminati gli Europei 2016, sarebbe stato lui a ereditare da Erik Hamrén il ruolo di CT della Nazionale maggiore.
Dopo aver chiuso il girone di qualificazione al campionato del mondo del 2018 alle spalle della Francia, la sua squadra ha eliminato l'Italia nel doppio spareggio del novembre 2017 (vittoria per 1-0 a Solna con gol di Jakob Johansson, pareggio a reti bianche a San Siro). Nel corso del Mondiale di Russia 2018, la Svezia di Andersson ha chiuso al primo posto il proprio girone davanti a Messico, Corea del Sud e Germania, per poi eliminare anche la Svizzera agli ottavi di finale. La corsa della selezione gialloblù si è fermata ai quarti di finale contro l'Inghilterra.
Gli ultimi anni di Andersson sulla panchina della nazionale si sono rivelati piuttosto negativi. La Svezia infatti non è riuscita a qualificarsi per i Mondiali di Qatar 2022. Nei mesi seguenti è stata inoltre retrocessa dalla UEFA Nations League B 2022-2023 alla UEFA Nations League C 2024-2025. Oltre a ciò, nelle qualificazioni a Euro 2024, i gialloblù hanno fallito la qualificazione alla rassegna continentale per la prima volta dal 1996. La partita del 19 novembre 2023 vinta 2-0 contro l'Estonia è stata la sua ultima gara da CT.
In occasione di un'intervista rilasciata nel marzo 2025, Andersson ha affermato di aver fondamentalmente deciso di chiudere la propria carriera di allenatore.

## Statistiche

### Statistiche da allenatore

#### Nazionale
Statistiche aggiornate al 19 novembre 2023.
| Squadra | Naz               | dal            | al               | Record | Record | Record | Record     | Record | Record | Record | Record |
| G       | V                 | N              | P                | GF     | GS     | DR     | % Vittorie |        |        |        |        |
| ------- | ----------------- | -------------- | ---------------- | ------ | ------ | ------ | ---------- | ------ | ------ | ------ | ------ |
| Svezia  | Svezia (bandiera) | 23 giugno 2016 | 19 novembre 2023 | 93     | 48     | 15     | 30         | 151    | 95     | +56    | 51,61  |

#### Nazionale svedese nel dettaglio
| 2016                 | Svezia        | Qual. Mondiali 2018      | 2º nel Gruppo A, qualificato dopo i play-off       | 4  | 2  | 1  | 1  | 50,00   | 6   | 3  | +3  |
| 2017                 | Svezia        | Qual. Mondiali 2018      | 2º nel Gruppo A, qualificato dopo i play-off       | 6  | 4  | 0  | 2  | 66,67   | 22  | 6  | +16 |
| Nov. 2017 (play-off) | Svezia        | Qual. Mondiali 2018      | 2º nel Gruppo A, qualificato dopo i play-off       | 2  | 1  | 1  | 0  | 50,00   | 1   | 0  | +1  |
| 2018                 | Svezia        | Mondiali 2018            | Quarti di finale                                   | 5  | 3  | 0  | 2  | 60,00   | 6   | 4  | +2  |
| 2018                 | Svezia        | Nations League 2018-2019 | 1º nel Gruppo 2 di Lega B, promozione in Lega A    | 2  | 0  | 1  | 1  | &0,00   | 2   | 3  | -1  |
| 2019                 | Svezia        | Nations League 2018-2019 | 1º nel Gruppo 2 di Lega B, promozione in Lega A    | 2  | 2  | 0  | 0  | 100,00& | 3   | 0  | +3  |
| 2019                 | Svezia        | Qual. Europeo 2020       | 2º nel Gruppo F, qualificato                       | 10 | 6  | 3  | 1  | 60,00   | 23  | 9  | +14 |
| 2020                 | Svezia        | Nations League 2020-2021 | 4º nel Gruppo 3 in Lega A, retrocessione in Lega B | 6  | 1  | 0  | 5  | 16,67   | 5   | 13 | -8  |
| Giu.-lug. 2021       | Svezia        | Europeo 2020             | Ottavi di finale                                   | 4  | 2  | 1  | 1  | 50,00   | 5   | 4  | +1  |
| 2021                 | Svezia        | Qual. Mondiali 2022      | 2º nel Gruppo B, eliminato ai play off             | 8  | 5  | 0  | 3  | 62,50   | 12  | 6  | +6  |
| Mar. 2022 (play-off) | Svezia        | Qual. Mondiali 2022      | 2º nel Gruppo B, eliminato ai play off             | 2  | 1  | 0  | 1  | 50,00   | 1   | 2  | -1  |
| 2022                 | Svezia        | Nations League 2022-2023 | 4º nel Gruppo 4 in Lega B, retrocessione in Lega C | 6  | 1  | 1  | 4  | 16,67   | 7   | 11 | -4  |
| 2023                 | Svezia        | Qual. Europeo 2024       | 3º nel Gruppo F, non qualificato                   | 8  | 3  | 1  | 4  | 37,50   | 14  | 12 | +2  |
| Dal 2016 al 2023     | Svezia        | Amichevoli               |                                                    | 28 | 17 | 6  | 5  | 60,71   | 46  | 22 | +24 |
| Totale Svezia        | Totale Svezia | Totale Svezia            | Totale Svezia                                      | 93 | 48 | 15 | 30 | 51,61   | 153 | 95 | +58 |

#### Panchine da commissario tecnico della nazionale svedese
| Cronologia completa delle presenze e delle reti in nazionale ― Svezia | Cronologia completa delle presenze e delle reti in nazionale ― Svezia | Cronologia completa delle presenze e delle reti in nazionale ― Svezia | Cronologia completa delle presenze e delle reti in nazionale ― Svezia | Cronologia completa delle presenze e delle reti in nazionale ― Svezia | Cronologia completa delle presenze e delle reti in nazionale ― Svezia | Cronologia completa delle presenze e delle reti in nazionale ― Svezia              | Cronologia completa delle presenze e delle reti in nazionale ― Svezia |
| Data                                                                  | Città                                                                 | In casa                                                               | Risultato                                                             | Ospiti                                                                | Competizione                                                          | Reti                                                                               | Note                                                                  |
| --------------------------------------------------------------------- | --------------------------------------------------------------------- | --------------------------------------------------------------------- | --------------------------------------------------------------------- | --------------------------------------------------------------------- | --------------------------------------------------------------------- | ---------------------------------------------------------------------------------- | --------------------------------------------------------------------- |
| 6-9-2016                                                              | Solna                                                                 | Svezia                                                                | 1 – 1                                                                 | Paesi Bassi                                                           | Qual. Mondiali 2018                                                   | Marcus Berg                                                                        | Cap: A.Granqvist                                                      |
| 7-10-2016                                                             | Lussemburgo                                                           | Lussemburgo                                                           | 0 – 1                                                                 | Svezia                                                                | Qual. Mondiali 2018                                                   | Mikael Lustig                                                                      | Cap: A.Granqvist                                                      |
| 10-10-2016                                                            | Solna                                                                 | Svezia                                                                | 3 – 0                                                                 | Bulgaria                                                              | Qual. Mondiali 2018                                                   | Ola Toivonen Oscar Hiljemark Victor Lindelöf                                       | Cap: A.Granqvist                                                      |
| 11-11-2016                                                            | Saint-Denis                                                           | Francia                                                               | 2 – 1                                                                 | Svezia                                                                | Qual. Mondiali 2018                                                   | Emil Forsberg                                                                      | Cap: A.Granqvist                                                      |
| 15-11-2016                                                            | Budapest                                                              | Ungheria                                                              | 0 – 2                                                                 | Svezia                                                                | Amichevole                                                            | Sam Larsson Isaac Kiese Thelin                                                     | Cap: A.Granqvist                                                      |
| 8-1-2017                                                              | Abu Dhabi                                                             | Svezia                                                                | 1 – 2                                                                 | Costa d'Avorio                                                        | Amichevole                                                            | autorete                                                                           | Cap: O.Lewicki                                                        |
| 12-1-2017                                                             | Abu Dhabi                                                             | Svezia                                                                | 6 – 0                                                                 | Slovacchia                                                            | Amichevole                                                            | Alexander Isak David Moberg Karlsson 2 Sebastian Andersson Per Frick Saman Ghoddos | Cap: O.Lewicki                                                        |
| 25-3-2017                                                             | Solna                                                                 | Svezia                                                                | 4 – 0                                                                 | Bielorussia                                                           | Qual. Mondiali 2018                                                   | 2 Emil Forsberg (1 rig.) Marcus Berg Isaac Kiese Thelin                            | Cap: A.Granqvist                                                      |
| 28-3-2017                                                             | Funchal                                                               | Portogallo                                                            | 2 – 3                                                                 | Svezia                                                                | Amichevole                                                            | 2 Viktor Claesson autorete                                                         | Cap: A.Granqvist                                                      |
| 9-6-2017                                                              | Solna                                                                 | Svezia                                                                | 2 – 1                                                                 | Francia                                                               | Qual. Mondiali 2018                                                   | Jimmy Durmaz Ola Toivonen                                                          | Cap: A.Granqvist                                                      |
| 13-6-2017                                                             | Oslo                                                                  | Norvegia                                                              | 1 – 1                                                                 | Svezia                                                                | Amichevole                                                            | Samuel Armenteros                                                                  | Cap: V.Claesson                                                       |
| 31-8-2017                                                             | Sofia                                                                 | Bulgaria                                                              | 3 – 2                                                                 | Svezia                                                                | Qual. Mondiali 2018                                                   | Mikael Lustig Marcus Berg                                                          | Cap: A.Granqvist                                                      |
| 3-9-2017                                                              | Barysaŭ                                                               | Bielorussia                                                           | 0 – 4                                                                 | Svezia                                                                | Qual. Mondiali 2018                                                   | Emil Forsberg Christoffer Nyman Marcus Berg Andreas Granqvist (rig.)               | Cap: A.Granqvist                                                      |
| 9-6-2017                                                              | Solna                                                                 | Svezia                                                                | 8 – 0                                                                 | Lussemburgo                                                           | Qual. Mondiali 2018                                                   | 2 Andreas Granqvist (2 rig.) 4 Marcus Berg Mikael Lustig Ola Toivonen              | Cap: A.Granqvist                                                      |
| 10-10-2017                                                            | Amsterdam                                                             | Paesi Bassi                                                           | 2 – 0                                                                 | Svezia                                                                | Qual. Mondiali 2018                                                   | -                                                                                  | Cap: A.Granqvist                                                      |
| 10-11-2017                                                            | Solna                                                                 | Svezia                                                                | 1 – 0                                                                 | Italia                                                                | Qual. Mondiali 2018                                                   | Jakob Johansson                                                                    | Cap: A.Granqvist                                                      |
| 13-11-2017                                                            | Milano                                                                | Italia                                                                | 0 – 0                                                                 | Svezia                                                                | Qual. Mondiali 2018                                                   | -                                                                                  | Cap: A.Granqvist                                                      |
| 7-1-2018                                                              | Abu Dhabi                                                             | Estonia                                                               | 1 – 1                                                                 | Svezia                                                                | Amichevole                                                            | Kalle Holmberg                                                                     | Cap: A.Tinnerholm                                                     |
| 11-1-2018                                                             | Abu Dhabi                                                             | Svezia                                                                | 1 – 0                                                                 | Danimarca                                                             | Amichevole                                                            | Gustaf Nilsson                                                                     | Cap: ?                                                                |
| 24-3-2018                                                             | Solna                                                                 | Svezia                                                                | 1 – 2                                                                 | Cile                                                                  | Amichevole                                                            | Ola Toivonen                                                                       | Cap: A.Granqvist                                                      |
| 27-3-2018                                                             | Craiova                                                               | Romania                                                               | 1 – 0                                                                 | Svezia                                                                | Amichevole                                                            | -                                                                                  | Cap: P.Jansson                                                        |
| 2-6-2018                                                              | Solna                                                                 | Svezia                                                                | 0 – 0                                                                 | Danimarca                                                             | Amichevole                                                            | -                                                                                  | Cap: A.Granqvist                                                      |
| 9-6-2018                                                              | Göteborg                                                              | Svezia                                                                | 0 – 0                                                                 | Perù                                                                  | Amichevole                                                            | -                                                                                  | Cap: S.Larsson                                                        |
| 18-6-2018                                                             | Nižnij Novgorod                                                       | Svezia                                                                | 1 – 0                                                                 | Corea del Sud                                                         | Mondiali 2018 - 1º turno                                              | Andreas Granqvist (rig.)                                                           | Cap: A.Granqvist                                                      |
| 23-6-2018                                                             | Soči                                                                  | Germania                                                              | 2 – 1                                                                 | Svezia                                                                | Mondiali 2018 - 1º turno                                              | Ola Toivonen                                                                       | Cap: A.Granqvist                                                      |
| 27-6-2018                                                             | Ekaterinburg                                                          | Messico                                                               | 0 – 3                                                                 | Svezia                                                                | Mondiali 2018 - 1º turno                                              | Ludwig Augustinsson Andreas Granqvist (rig.) autorete                              | Cap: A.Granqvist                                                      |
| 3-7-2018                                                              | San Pietroburgo                                                       | Svezia                                                                | 1 – 0                                                                 | Svizzera                                                              | Mondiali 2018 - Ottavi di finale                                      | Emil Forsberg                                                                      | Cap: A.Granqvist                                                      |
| 7-7-2018                                                              | Samara                                                                | Svezia                                                                | 0 – 2                                                                 | Inghilterra                                                           | Mondiali 2018 - Quarti di finale                                      | -                                                                                  | Cap: A.Granqvist                                                      |
| 6-9-2018                                                              | Vienna                                                                | Austria                                                               | 2 – 0                                                                 | Svezia                                                                | Amichevole                                                            | -                                                                                  | Cap: P.Jansson                                                        |
| 10-9-2018                                                             | Solna                                                                 | Svezia                                                                | 2 – 3                                                                 | Turchia                                                               | UEFA Nations League 2018-2019 - 1º turno                              | Isaac Kiese Thelin Viktor Claesson                                                 | Cap: S.Larsson                                                        |
| 11-10-2018                                                            | Kaliningrad                                                           | Russia                                                                | 0 – 0                                                                 | Svezia                                                                | UEFA Nations League 2018-2019 - 1º turno                              | -                                                                                  | Cap: A.Granqvist                                                      |
| 16-10-2018                                                            | Solna                                                                 | Svezia                                                                | 1 – 1                                                                 | Slovacchia                                                            | Amichevole                                                            | John Guidetti                                                                      | Cap: A.Granqvist                                                      |
| 17-11-2018                                                            | Konya                                                                 | Turchia                                                               | 0 – 1                                                                 | Svezia                                                                | UEFA Nations League 2018-2019 - 1º turno                              | Andreas Granqvist (rig.)                                                           | Cap: A.Granqvist                                                      |
| 20-11-2018                                                            | Solna                                                                 | Svezia                                                                | 2 – 0                                                                 | Russia                                                                | UEFA Nations League 2018-2019 - 1º turno                              | Victor Lindelöf Marcus Berg                                                        | Cap: A.Granqvist                                                      |
| 8-1-2019                                                              | Doha                                                                  | Svezia                                                                | 0 – 1                                                                 | Finlandia                                                             | Amichevole                                                            | -                                                                                  | Cap: A.Milošević                                                      |
| 11-1-2019                                                             | Doha                                                                  | Svezia                                                                | 2 – 2                                                                 | Islanda                                                               | Amichevole                                                            | Viktor Gyökeres Simon Thern                                                        | Cap: S.Thern                                                          |
| 23-3-2019                                                             | Solna                                                                 | Svezia                                                                | 2 – 1                                                                 | Romania                                                               | Qual. Euro 2020                                                       | Robin Quaison Viktor Claesson                                                      | Cap: A.Granqvist                                                      |
| 26-3-2019                                                             | Oslo                                                                  | Norvegia                                                              | 3 – 3                                                                 | Svezia                                                                | Qual. Euro 2020                                                       | Viktor Claesson autorete Robin Quaison                                             | Cap: A.Granqvist                                                      |
| 7-6-2019                                                              | Solna                                                                 | Svezia                                                                | 3 – 0                                                                 | Malta                                                                 | Qual. Euro 2020                                                       | Robin Quaison Viktor Claesson Alexander Isak                                       | Cap: A.Ekdal                                                          |
| 10-6-2019                                                             | Madrid                                                                | Spagna                                                                | 3 – 0                                                                 | Svezia                                                                | Qual. Euro 2020                                                       | -                                                                                  | Cap: A.Ekdal                                                          |
| 5-9-2019                                                              | Tórshavn                                                              | Fær Øer                                                               | 0 – 4                                                                 | Svezia                                                                | Qual. Euro 2020                                                       | 2 Alexander Isak Victor Lindelöf Robin Quaison                                     | Cap: A.Granqvist                                                      |
| 8-9-2019                                                              | Solna                                                                 | Svezia                                                                | 1 – 1                                                                 | Norvegia                                                              | Qual. Euro 2020                                                       | Emil Forsberg                                                                      | Cap: A.Granqvist                                                      |
| 12-10-2019                                                            | Ta' Qali                                                              | Malta                                                                 | 0 – 4                                                                 | Svezia                                                                | Qual. Euro 2020                                                       | Marcus Danielson 2 Sebastian Larsson (2 rig.) autorete                             | Cap: A.Granqvist                                                      |
| 15-10-2019                                                            | Solna                                                                 | Svezia                                                                | 1 – 1                                                                 | Spagna                                                                | Qual. Euro 2020                                                       | Marcus Berg                                                                        | Cap: A.Granqvist                                                      |
| 15-11-2019                                                            | Bucarest                                                              | Romania                                                               | 0 – 2                                                                 | Svezia                                                                | Qual. Euro 2020                                                       | Marcus Berg Robin Quaison                                                          | Cap: A.Granqvist                                                      |
| 18-11-2019                                                            | Solna                                                                 | Svezia                                                                | 3 – 0                                                                 | Fær Øer                                                               | Qual. Euro 2020                                                       | Sebastian Andersson Mattias Svanberg John Guidetti                                 | Cap: P.Jansson                                                        |
| 9-1-2020                                                              | Doha                                                                  | Svezia                                                                | 1 – 0                                                                 | Moldavia                                                              | Amichevole                                                            | Jordan Larsson                                                                     | Cap: M.Danielson                                                      |
| 12-1-2019                                                             | Doha                                                                  | Svezia                                                                | 1 – 0                                                                 | Kosovo                                                                | Amichevole                                                            | Simon Hedlund                                                                      | Cap: A.Kačaniklić                                                     |
| 5-9-2020                                                              | Solna                                                                 | Svezia                                                                | 0 – 1                                                                 | Francia                                                               | UEFA Nations League 2020-2021 - 1º turno                              | -                                                                                  | Cap: S.Larsson                                                        |
| 8-9-2020                                                              | Solna                                                                 | Svezia                                                                | 0 – 2                                                                 | Portogallo                                                            | UEFA Nations League 2020-2021 - 1º turno                              | -                                                                                  | Cap: M.Berg                                                           |
| 8-10-2019                                                             | Mosca                                                                 | Russia                                                                | 1 – 2                                                                 | Svezia                                                                | Amichevole                                                            | Alexander Isak Mattias Johansson                                                   | Cap: S.Larsson                                                        |
| 11-10-2020                                                            | Zagabria                                                              | Croazia                                                               | 2 – 1                                                                 | Svezia                                                                | UEFA Nations League 2020-2021 - 1º turno                              | Marcus Berg                                                                        | Cap: M.Berg                                                           |
| 14-10-2020                                                            | Lisbona                                                               | Portogallo                                                            | 3 – 0                                                                 | Svezia                                                                | UEFA Nations League 2020-2021 - 1º turno                              | -                                                                                  | Cap: M.Berg                                                           |
| 14-11-2020                                                            | Solna                                                                 | Svezia                                                                | 2 – 1                                                                 | Croazia                                                               | UEFA Nations League 2020-2021 - 1º turno                              | Dejan Kulusevski Marcus Danielson                                                  | Cap: M.Berg                                                           |
| 17-11-2020                                                            | Saint-Denis                                                           | Francia                                                               | 4 – 2                                                                 | Svezia                                                                | UEFA Nations League 2020-2021 - 1º turno                              | Viktor Claesson Robin Quaison                                                      | Cap: M.Berg                                                           |
| 25-3-2021                                                             | Solna                                                                 | Svezia                                                                | 1 – 0                                                                 | Georgia                                                               | Qual. Mondiali 2022                                                   | Viktor Claesson                                                                    | Cap: S.Larsson                                                        |
| 28-3-2021                                                             | Pristina                                                              | Kosovo                                                                | 0 – 3                                                                 | Svezia                                                                | Qual. Mondiali 2022                                                   | Ludwig Augustinsson Alexander Isak Sebastian Larsson (rig.)                        | Cap: S.Larsson                                                        |
| 31-3-2021                                                             | Solna                                                                 | Svezia                                                                | 1 – 0                                                                 | Estonia                                                               | Amichevole                                                            | Marcus Berg                                                                        | Cap: M.Berg                                                           |
| 29-5-2021                                                             | Solna                                                                 | Svezia                                                                | 2 – 0                                                                 | Finlandia                                                             | Amichevole                                                            | Robin Quaison Sebastian Larsson (rig.)                                             | Cap: S.Larsson                                                        |
| 5-6-2021                                                              | Solna                                                                 | Svezia                                                                | 3 – 1                                                                 | Armenia                                                               | Amichevole                                                            | Emil Forsberg Marcus Danielson Marcus Berg                                         | Cap: S.Larsson                                                        |
| 14-6-2021                                                             | Siviglia                                                              | Spagna                                                                | 0 – 0                                                                 | Svezia                                                                | Euro 2020 - 1º turno                                                  | -                                                                                  | Cap: S.Larsson                                                        |
| 18-6-2021                                                             | San Pietroburgo                                                       | Svezia                                                                | 1 – 0                                                                 | Slovacchia                                                            | Euro 2020 - 1º turno                                                  | Emil Forsberg (rig.)                                                               | Cap: S.Larsson                                                        |
| 23-6-2021                                                             | San Pietroburgo                                                       | Svezia                                                                | 3 – 2                                                                 | Polonia                                                               | Euro 2020 - 1º turno                                                  | 2 Emil Forsberg Viktor Claesson                                                    | Cap: S.Larsson                                                        |
| 29-6-2021                                                             | Glasgow                                                               | Svezia                                                                | 1 – 2 dts                                                             | Ucraina                                                               | Euro 2020 - Ottavi di finale                                          | Emil Forsberg                                                                      | Cap: S.Larsson                                                        |
| 2-9-2021                                                              | Solna                                                                 | Svezia                                                                | 2 – 1                                                                 | Spagna                                                                | Qual. Mondiali 2022                                                   | Alexander Isak Viktor Claesson                                                     | Cap: V.Lindelöf                                                       |
| 5-9-2021                                                              | Solna                                                                 | Svezia                                                                | 2 – 1                                                                 | Uzbekistan                                                            | Amichevole                                                            | autorete Isaac Kiese Thelin                                                        | Cap: M.Danielson                                                      |
| 8-9-2021                                                              | Atene                                                                 | Grecia                                                                | 2 – 1                                                                 | Svezia                                                                | Qual. Mondiali 2022                                                   | Robin Quaison                                                                      | Cap: V.Lindelöf                                                       |
| 9-10-2021                                                             | Solna                                                                 | Svezia                                                                | 3 – 0                                                                 | Kosovo                                                                | Qual. Mondiali 2022                                                   | Emil Forsberg (rig.) Alexander Isak                                                | Cap: A.Ekdal                                                          |
| 12-10-2021                                                            | Solna                                                                 | Svezia                                                                | 2 – 0                                                                 | Grecia                                                                | Qual. Mondiali 2022                                                   | Emil Forsberg (rig.) Alexander Isak Robin Quaison                                  | Cap: V.Lindelöf                                                       |
| 11-11-2021                                                            | Batumi                                                                | Georgia                                                               | 2 – 0                                                                 | Svezia                                                                | Qual. Mondiali 2022                                                   | -                                                                                  | Cap: V.Lindelöf                                                       |
| 14-11-2021                                                            | Siviglia                                                              | Spagna                                                                | 1 – 0                                                                 | Svezia                                                                | Qual. Mondiali 2022                                                   | -                                                                                  | Cap: V.Lindelöf                                                       |
| 24-3-2022                                                             | Solna                                                                 | Svezia                                                                | 1 – 0 dts                                                             | Rep. Ceca                                                             | Qual. Mondiali 2022                                                   | Robin Quaison                                                                      | Cap: V.Lindelöf                                                       |
| 29-3-2022                                                             | Chorzów                                                               | Polonia                                                               | 2 – 0                                                                 | Svezia                                                                | Qual. Mondiali 2022                                                   | -                                                                                  | Cap: V.Lindelöf                                                       |
| 2-6-2022                                                              | Lubiana                                                               | Slovenia                                                              | 0 – 2                                                                 | Svezia                                                                | UEFA Nations League 2022-2023 - 1º turno                              | Emil Forsberg (rig.) Dejan Kulusevski                                              | Cap: E.Forsberg                                                       |
| 5-6-2022                                                              | Solna                                                                 | Svezia                                                                | 1 – 2                                                                 | Norvegia                                                              | UEFA Nations League 2022-2023 - 1º turno                              | Anthony Elanga                                                                     | Cap: E.Forsberg                                                       |
| 9-6-2022                                                              | Solna                                                                 | Svezia                                                                | 0 – 1                                                                 | Serbia                                                                | UEFA Nations League 2022-2023 - 1º turno                              | -                                                                                  | Cap: R.Olsen                                                          |
| 12-6-2022                                                             | Oslo                                                                  | Norvegia                                                              | 3 – 2                                                                 | Svezia                                                                | UEFA Nations League 2022-2023 - 1º turno                              | Emil Forsberg Viktor Gyökeres                                                      | Cap: E.Forsberg                                                       |
| 24-9-2022                                                             | Belgrado                                                              | Serbia                                                                | 4 – 1                                                                 | Svezia                                                                | UEFA Nations League 2022-2023 - 1º turno                              | Viktor Claesson                                                                    | Cap: V.Lindelöf                                                       |
| 27-9-2022                                                             | Solna                                                                 | Svezia                                                                | 1 – 1                                                                 | Slovenia                                                              | UEFA Nations League 2022-2023 - 1º turno                              | Emil Forsberg                                                                      | Cap: V.Lindelöf                                                       |
| 16-11-2022                                                            | Girona                                                                | Messico                                                               | 1 – 2                                                                 | Svezia                                                                | Amichevole                                                            | Marcus Rohdén Mattias Svanberg                                                     | Cap: V.Lindelöf                                                       |
| 19-11-2022                                                            | Malmö                                                                 | Svezia                                                                | 2 – 0                                                                 | Algeria                                                               | Amichevole                                                            | Emil Forsberg (rig.) Viktor Claesson                                               | Cap: E.Forsberg                                                       |
| 9-1-2023                                                              | Faro                                                                  | Svezia                                                                | 2 – 0                                                                 | Finlandia                                                             | Amichevole                                                            | Christoffer Nyman Joel Asoro                                                       | Cap: S.Gustafson                                                      |
| 12-1-2023                                                             | Faro                                                                  | Svezia                                                                | 2 – 1                                                                 | Islanda                                                               | Amichevole                                                            | Elias Andersson Jacob Ondrejka                                                     | Cap: E.Kurtulus                                                       |
| 24-3-2023                                                             | Solna                                                                 | Svezia                                                                | 0 – 3                                                                 | Belgio                                                                | Qual. Euro 2024                                                       | -                                                                                  | Cap: V.Lindelöf                                                       |
| 27-3-2023                                                             | Solna                                                                 | Svezia                                                                | 5 – 0                                                                 | Azerbaigian                                                           | Qual. Euro 2024                                                       | Emil Forsberg autorete Viktor Gyökeres Jesper Karlsson Anthony Elanga              | Cap: V.Lindelöf                                                       |
| 16-6-2023                                                             | Solna                                                                 | Svezia                                                                | 4 – 1                                                                 | Nuova Zelanda                                                         | Amichevole                                                            | 2 Jesper Karlsson Robin Quaison Anthony Elanga                                     | Cap: V.Claesson                                                       |
| 20-6-2023                                                             | Vienna                                                                | Austria                                                               | 2 – 0                                                                 | Svezia                                                                | Qual. Euro 2024                                                       | -                                                                                  | Cap: V.Lindelöf                                                       |
| 9-9-2023                                                              | Tallinn                                                               | Estonia                                                               | 0 – 5                                                                 | Svezia                                                                | Qual. Euro 2024                                                       | Viktor Gyökeres Dejan Kulusevski Alexander Isak Robin Quaison Viktor Claesson      | Cap: V.Lindelöf                                                       |
| 12-9-2023                                                             | Solna                                                                 | Svezia                                                                | 1 – 3                                                                 | Austria                                                               | Qual. Euro 2024                                                       | Emil Holm                                                                          | Cap: V.Lindelöf                                                       |
| 12-10-2023                                                            | Solna                                                                 | Svezia                                                                | 3 – 1                                                                 | Moldavia                                                              | Amichevole                                                            | 2 Jesper Karlsson Gustaf Lagerbielke                                               | Cap: V.Claesson                                                       |
| 16-10-2023                                                            | Bruxelles                                                             | Belgio                                                                | 1 – 1                                                                 | Svezia                                                                | Qual. Euro 2024                                                       | Viktor Gyökeres                                                                    | Cap: V.Lindelöf                                                       |
| 16-11-2023                                                            | Baku                                                                  | Azerbaigian                                                           | 3 – 0                                                                 | Svezia                                                                | Qual. Euro 2024                                                       | -                                                                                  | Cap: V.Lindelöf                                                       |
| 19-11-2023                                                            | Solna                                                                 | Svezia                                                                | 2 – 0                                                                 | Estonia                                                               | Qual. Euro 2024                                                       | Viktor Claesson Emil Forsberg                                                      | Cap: A.Ekdal                                                          |
| Totale                                                                |                                                                       | Presenze                                                              | 93                                                                    |                                                                       | Reti                                                                  | 153                                                                                |                                                                       |

## Palmarès

### Allenatore
- Campionato svedese: 1

Norrköping: 2015
- Supercoppa di Svezia: 1

Norrköping: 2015